# Tito Puente
Tito Puente (Nova York, 20 d'abril de 1923 - Nova York, 31 de maig de 2000), nascut com a Ernesto Antonio Puente, fou un influent i reconegut músic de Latin jazz i salsa.
Fill de portorriquenys instal·lats al Harlem Hispà de Nova York, estudià piano i orgue, però on destacà fou en la percussió: vibràfon, bateria, "timbales cubanos" i conga, fet que li valgué el sobrenom de "El rey de los timbales". També fou conegut com a "The King of Latin Music" 
Inicià la seva carrera de músic professional als tretze anys treballant en diversos grups locals. Després d'haver passat per l'orquestra de Noro Morales, i per la de Machito al costat de Patato Valdés, la Segona Guerra Mundial, el porta a allistar-se a la marina. Allí coneix a Charles Spivak, cap d'orquestra i ex-trompetista de Glenn Miller, i aprofita per a familiaritzar-se amb la tècnica dels arranjaments i la composició.
Els tres anys d'estudis en la Juilliard School de Nova York, de 1945 a 1948, constitueixen el final del seu aprenentatge i decideix formar la seva pròpia orquestra el 1948, amb la qual s'incorpora a la lluita per ser un dels grans músics protagonistes del mambo, que llavors emergia amb força en els ambients llatins de Nova York. Des de llavors, aliant modernitat i tradició, aquest músic extraordinari, compositor de molt talent de temes com, Ran Kan Kan, Oye como va i altres, es converteix en un gran amenitzador i figura imponent en l'escenari, i pràcticament toca la major part dels estils llatins, marcant-los amb la seva empremta personal.
En els anys vuitanta, intervé assíduament en el show televisiu de Bill Cosby i el 1992, protagonitza el film, El rey del Mambo.
La seva música va influir decisivament en el desenvolupament de la música llatina, fins al punt que ja hi ha càtedres oficials sobre la seva manera de percussió en diverses universitats. Va obtenir 11 nominacions als Premis Grammy i va aconseguir-ne 4, també va rebre diverses condecoracions presidencials pel seu foment a la música popular i la seva labor educativa. Va fundar en els anys 80, de la mà de Joe Conzo i Roberto Rodríguez, el Tito Puente Scholarship Fundation, encarregat d'oferir beques a joves talents. El 1997 Tito va enregistrar 50 Years of Swing, una recopilació d'èxits amb la qual va celebrar els seus cinquanta anys en la indústria musical; a més va ser elevat al Saló de la Fama del Jazz al costat de grans estrelles com Nat King Cole, Miles Davis, Ray Charles i Anita O’Day.
Va ser al seu últim concert en públic, al costat de l'Orquestra Simfònica de Puerto Rico, quan se li va detectar una arrítmia cardíaca que es va mirar de corregir en una intervenció quirúrgica, però el seu cor no va suportar l'operació. Moria el "Rei de los Timbales" un músic que amb el somriure sempre en els llavis es va guanyar el respecte dels seus contemporanis. L'última vegada que se'l va poder veure somriure va ser a la pel·lícula de Fernando Trueba dedicada al jazz llatí i titulada "Calle 54".
També va sortir al capítol d'Els Simpson Qui va matar el senyor Burns?, en què Lisa el convenç perquè es dediqui a ensenyar música a l'escola de Springfield.